# Carbon Cliff
Carbon Cliff és una població dels Estats Units a l'estat d'Illinois. Segons el cens del 2000 tenia 1.689 habitants.

## Demografia
Segons el cens del 2000, Carbon Cliff tenia 1.689 habitants, 683 habitatges, i 454 famílies. La densitat de població era de 319,7 habitants/km².
Dels 683 habitatges en un 32,7% hi vivien nens de menys de 18 anys, en un 48,6% hi vivien parelles casades, en un 12,7% dones solteres, i en un 33,5% no eren unitats familiars. En el 26,1% dels habitatges hi vivien persones soles el 7,8% de les quals corresponia a persones de 65 anys o més que vivien soles. El nombre mitjà de persones vivint en cada habitatge era de 2,43 i el nombre mitjà de persones que vivien en cada família era de 2,92.
Per edats la població es repartia de la següent manera: un 26,6% tenia menys de 18 anys, un 10,5% entre 18 i 24, un 29,1% entre 25 i 44, un 23,1% de 45 a 60 i un 10,8% 65 anys o més.
L'edat mediana era de 35 anys. Per cada 100 dones de 18 o més anys hi havia 91,1 homes.
La renda mediana per habitatge era de 35.921 $ i la renda mediana per família de 41.429 $. Els homes tenien una renda mediana de 33.750 $ mentre que les dones 22.083 $. La renda per capita de la població era de 16.998 $. Aproximadament el 10,2% de les famílies i el 12% de la població estaven per davall del llindar de pobresa.

## Poblacions properes
El següent diagrama mostra les poblacions més properes.